# Fannyella kuekenthali
Fannyella kuekenthali is een zachte koraalsoort uit de familie Primnoidae. De wetenschappelijke naam van de soort werd in 1929 voor het eerst gepubliceerd door Molander. 